# Šiaušė
Šiaušė je řeka v Litvě, v Žemaitsku, levý přítok řeky Dubysa, do které se vlévá 102,4 km od jejího ústí do Němenu. Pramení v mokřadu Rėkyvos aukštapelkė, na jihozápadním okraji jezera, Rėkyva, na jihozápadním okraji krajského města Šiauliai. Teče převážně jihojihozápadním směrem. U městysu Pašiaušė protéká postupně dvěma rybníky. Do řeky Dubysa se vlévá u vsi Padubysys jako její levý přítok 102,4 km od jejího ústí do Němenu.

## Přítoky
| Hydrologické pořadí | Řeka    | Délka (km) | Povodí (km²) | Vzdálenost od ústí (km) | Ústí kde | Koordináty ústí |
| ------------------- | ------- | ---------- | ------------ | ----------------------- | -------- | --------------- |
| 14010132            | Upytė   | 4,2        | 8,9          | 27,6                    |          |                 |
| 14010134            | Š - 3   | 5,4        | 9,3          | 29,6                    |          |                 |
| 14010136            | Š - 1   | 3,5        | 5,2          | 19,0                    |          |                 |
| 14010137            | Vižė    | 10,4       | 17,3         | 15,7                    |          |                 |
| 14010138            | Trinkė  | 2,9        | 7,5          | 8,4                     |          |                 |
| 14010141            | Durupis | 8,2        | 27,2         | 4,7                     |          |                 |

Pravé:
| Hydrologické pořadí | Řeka  | Délka (km) | Povodí (km²) | Vzdálenost od ústí (km) | Ústí kde | Koordináty ústí |
| ------------------- | ----- | ---------- | ------------ | ----------------------- | -------- | --------------- |
| 14010131            | Š - 6 | 3,7        | 3,1          | 29,2                    |          |                 |
| 14010135            | Š - 4 | 3,5        | 9,2          | 21,3                    |          |                 |
| 14010135            | Š - 2 | 4,4        | 3,0          | 6,8                     |          |                 |

## Obce při řece
Vaikšnėgala, Gilvydžiai, Pagervinė, Kanapinė, Slišai, Pikeliškė, Meškinė, Užvižiai, Pašiaušė, Dauginiai, Elvyrava, Mažulaičiai, Gembutiškė.